# Fiat Elba

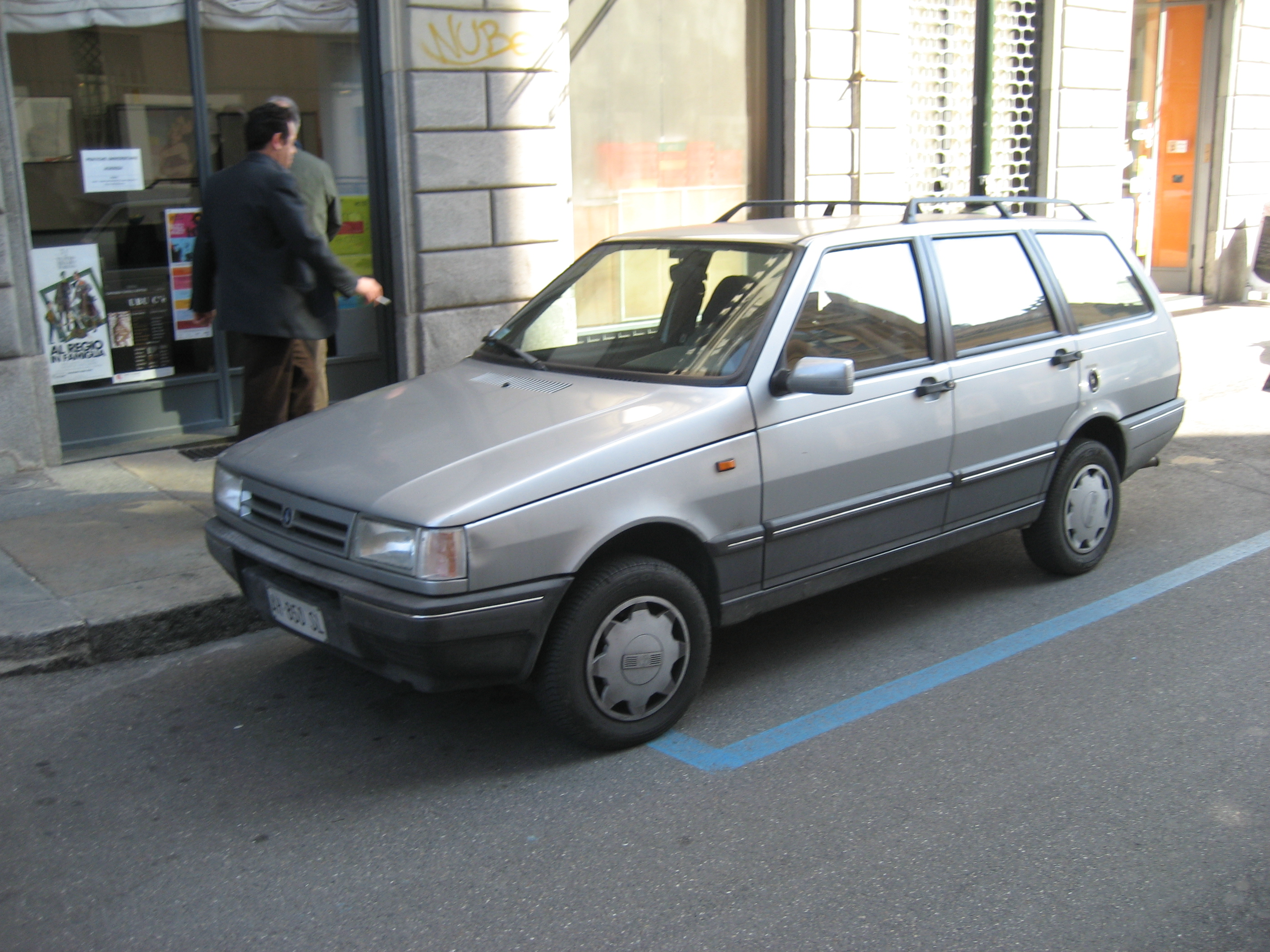
En Innocenti Elba i Turin.

Fiat Elba var en mindre kombimodell som introducerades i slutet av 1980-talet. Modellen byggde på den Brasilientillverkade Fiat Duna, vilken i sin tur delade bottenplatta med småbilen Fiat Uno. Elba såldes endast i Sydeuropa och gick i vissa fall även under namnet Innocenti Elba; ett varumärke som Fiat då nyligen hade förvärvat. Elba fanns endast med en dieselmotor på 70 hästkrafter och ersattes 1996 av Fiat Palio Weekend. I och med detta gick även varumärket Innocenti till historien.